# Athena Parthenos

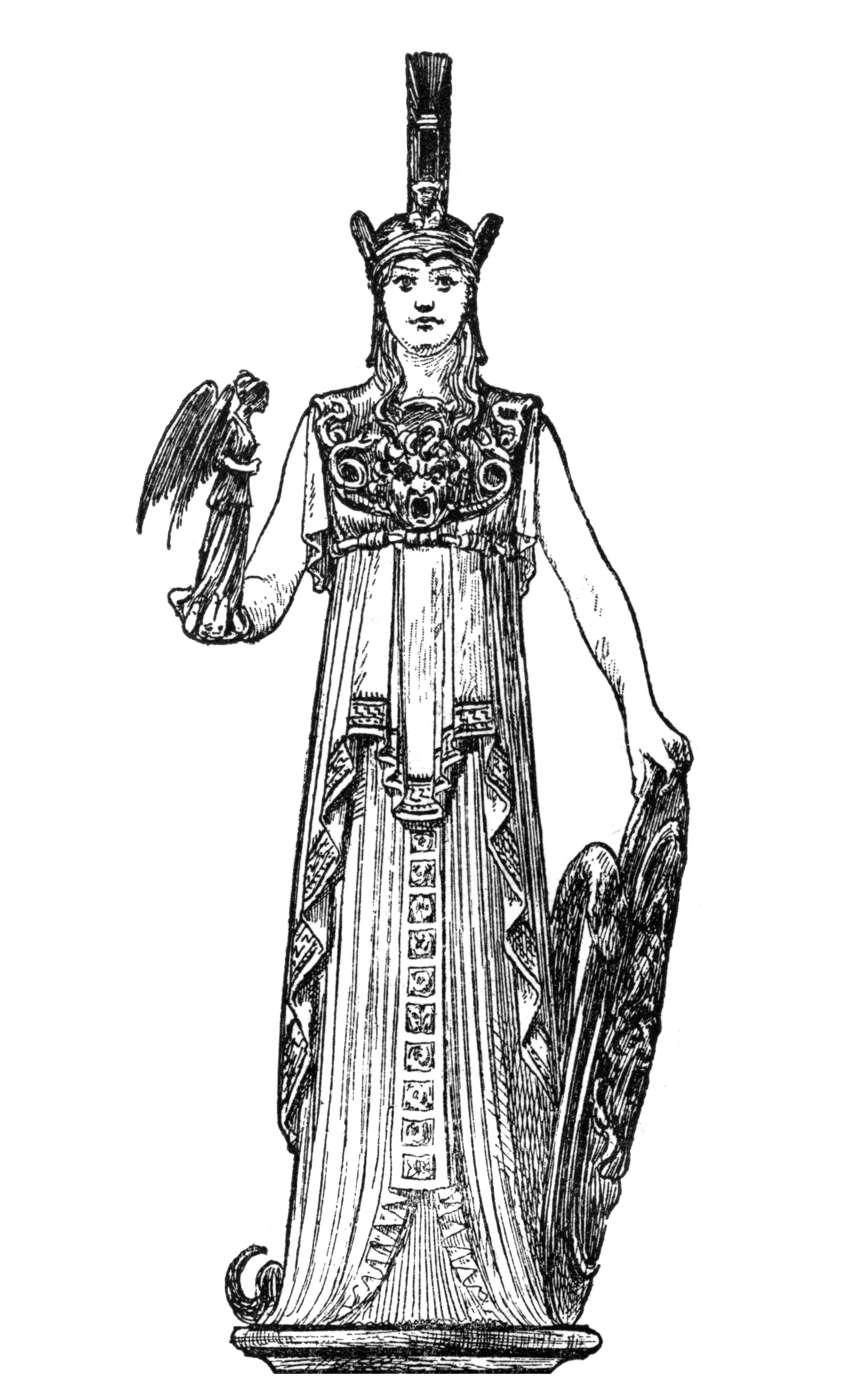
Ilustrație a statuii Athena Parthenos

Athena Parthenos este statuia măreață a zeiței ințelepciunii, Atena. Aceasta a fost realizata de celebrul Phidias, care mai târziu a creat statuia lui Zeus din Olympia.